# Alchemilla fulgida
La Alchemilla fulgida es una planta vascular endémica de la cordillera cantábrica, una perenne que alcanza los 25 cm de longitud. Tallos pilosos ascendentes, de los que brotan los peciolos, igualmente pilosos. Las hojas de la base forman una roseta; son de forma circular o arriñonadas, de hasta 6 cm de ancho, con 7, 8, o 9 lóbulos, con borde serrado, y ligeramente onduladas. De color verde grisáceo, están profusamente cubiertas de una fina pilosidad serícea, que confiere cierto brillo tanto al haz como al envés. Tiene hojas caulinares —insertadas por el tallo— con estípulas de 3 o 5 lóbulos.
Inflorescencia profusa, de 35 a 200 florecillas de color verde, de entre 3 y 5 mm de anchura, en grupos de 3 a 6, y con aspecto parecido a una umbela de entre 2 y 5 cm. 
Prefiere sustratos calizos, en fisuras, roquedos y terreno pobre de prados subalpinos. Se ha citado en Riaño, en los Picos de Europa, en el puerto de San Glorio, en Liébana, y en Peña Labra.